# Trivalvaria
Trivalvaria es un género de plantas fanerógamas  perteneciente a la familia de las anonáceas. Tiene nueve especies que son nativas de Malasia e Indonesia.

## Descripción
Son arbustos o árboles pequeños, con indumento de pelos simples, a veces ausentes. Las inflorescencias extra-axilares o a veces de hojas opuestas, a veces fasciculados en ejes leñosas, flores solitarias o en parejas. Flores polígamos o bisexuales. Los botones florales muy ampliamente ovoide a cilíndrica. Sépalos 3, pequeño, imbricados, libres o unidos en la base. Pétalos 6, en 2 verticilos, desiguales, cada verticilo minuciosamente imbricados o valvados, pétalos exteriores difusión, pétalos internos más grande, difundir o conniventes y cóncavas.  Frutos monocarpos de 2 a > 20, poco estipitado, elipsoide a oblonga u ovoide, de paredes delgadas, glabras o pubescentes. Semillas solitarias, elipsoidales a oblongas, lisas, brillantes, con ranura circunferencial, longitudinal.

## Taxonomía
El género fue descrito por (Miq.) Miq. y publicado en Annales Museum Botanicum Lugduno-Batavi 2: 19. 1865.

## Especies
| - Trivalvaria argentea - Trivalvaria carnosa - Trivalvaria dubia - Trivalvaria kanjilalii - Trivalvaria longirostris | - Trivalvaria macrophylla - Trivalvaria nervosa - Trivalvaria pumila - Trivalvaria stymanni |